# Matisse (krater)
Matisse är en nedslagskrater på planeten Merkurius, med en diameter på ungefär 189 kilometer.
1976 uppkallade den efter franske konstnären Henri Matisse.